# 尤澹仙
尤澹仙，江蘇長洲人，清代學者，擅寫工賦及駢體文，曾是清中葉清溪詩社成員，18歲時與張清溪、張芬、陸瑛、李媺、席惠文、朱宗淑、江珠、沈纕、沈持玉等人合稱吳中十子，著有《吳中十子詩鈔》。尤澹仙現存《曉春閣詩詞》等著本。
《吳中十子詩鈔》一名《吳中女士詩鈔》(清任兆麟輯,張滋蘭選)，此十子乃皆女子也。參詳: http://digital.library.mcgill.ca/mingqing/search/details-work.php?workID=21&language=ch （页面存档备份，存于）